# Numicia albicans
Numicia albicans är en insektsart som först beskrevs av Walker 1858.  Numicia albicans ingår i släktet Numicia och familjen Tropiduchidae. Inga underarter finns listade i Catalogue of Life.